# Rock Creek (British Columbia)
Rock Creek ist eine Ansiedlung (unincorporated place) im Boundary Country in British Columbia in Kanada am Zusammenfluss des Rock Creek mit dem Kettle River. Die Ansiedlung gehört zum Regional District of Kootenay Boundary.

## Geschichte
Der Ort entstand 1860 durch den Rock-Creek-Goldrausch.

## Demographie
Der Zensus im Jahre 2011 ergab für die Ansiedlung eine Bevölkerungszahl von 86 Einwohnern. Die Bevölkerung der Ansiedlung hat dabei im Vergleich zum Zensus von 2006 um 75,2 % abgenommen, während die Bevölkerung in der gesamten Provinz Britisch Columbia gleichzeitig um 7,0 % anwuchs. Beim Zensus 2006 lebten in der Ansiedlung noch 347 Einwohner.

## Verkehr
Rock Creek liegt an der Kreuzung des Crowsnest Highway (Highway 3) mit dem Highway 33.